# Hepsetus odoe
Hepsetus odoe és una espècie de peix de la família dels hepsètids i de l'ordre dels caraciformes.

## Morfologia
- Els mascles poden assolir 70 cm de longitud total i 4.000 g de pes.
- Nombre de vèrtebres: 45-49.[1][2]

## Alimentació
Els exemplars adults mengen peixos, mentre que els immadurs es nodreixen de petits invertebrats i peixets.

## Depredadors
A Zàmbia és depredat per Hydrocynus forskalii.

## Hàbitat
És un peix d'aigua dolça i de clima tropical (26 °C-28 °C).

## Distribució geogràfica
Es troba a Àfrica: des del Senegal fins a Angola, incloent-hi els rius Níger, Volta, Txad, Ogowe i Zambezi, i les conques dels rius Cunene, Okavango i Kafue. És absent del riu Nil.

## Longevitat
Pot arribar a viure fins als 5 anys.